# 燕矶镇
燕矶镇，是中华人民共和国湖北省鄂州市鄂城区下辖的一个乡镇级行政单位。

## 行政区划
燕矶镇下辖以下地区：
燕矶社区、坝角村、百洪村、车湖村、池湖村、茨塘村、杜湾村、龙山村、路牌村、马山村、马元村、磨山村、青山村、沙塘村、松山村、鸭畈村、燕矶村、杨岭村和映山村。